# 電動輪椅足球

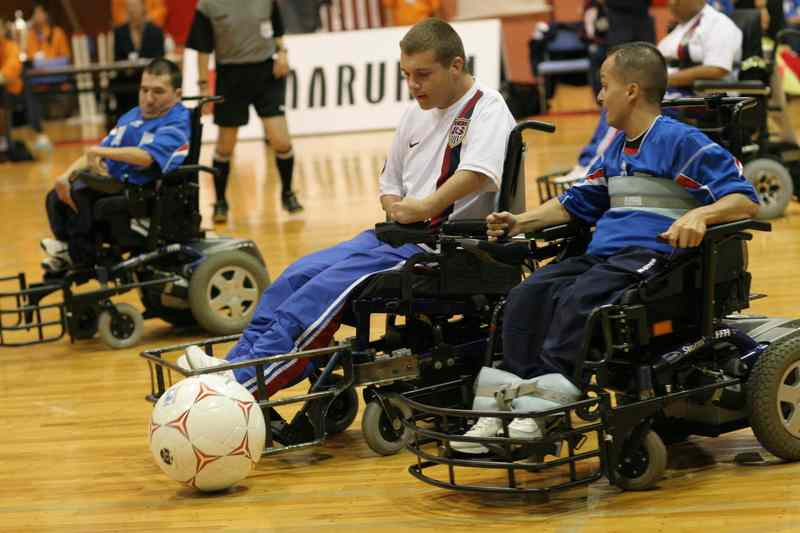
美國 vs. 法國，FIPFA東京世界杯，2007年10月。

電動輪椅足球（法語：Foot-fauteuil），是身体殘障人士參與的足球變体。球員使用特別設計，具有動力的輪椅，用來運或踢超大型的足球。此運動可在標準的籃球体育館舉行。兩隊各有4個球員，坐上具有電力的輪椅去攻擊，防衛並且踢一顆13-英寸（330-）的足球，期望射進球門。

## 歷史
電動輪椅足球最早在1970年代的法國開始，當時的老師們發明這項運動給即使是身障的學生也能參與的足球遊戲。聯賽体系有3個分部和30個團隊發展成國家錦標賽。加拿大獨立於法國發明類似的運動，叫做power soccer，此運動最終傳向日本。現在從歐洲到北美，此運動各種變体繼續發展。

## 規則
此運動在標準籃球場舉行。每一隊同時只能允許4位球員在場上，包括守門員。一場比賽包含上下半場各20分鐘。因為這運動一般只用到二維空間(運動員一般不會將球踢向空中)，每個球員周遭會保留空間。